# 三浦権五郎
三浦 権五郎（みうら ごんごろう）は、江戸時代後期から末期（幕末）にかけての紀州藩家老。三浦長門守家第8代当主。官位は従五位下長門守。爵位は男爵。明治維新後に名乗った権五郎は通称であり、諱は為質（ためもと）である。

## 生涯
天保4年（1833年）5月9日、紀州藩家老・三浦為章の四男として生まれる。幼名は正之助。天保12年（1841年）3月、名を為質（ためもと）と改め、父の死去により同年4月7日に家督と知行1万5,000石を相続したが、まだ9歳という若年であったため家老の矢部某が傅役を務めた。弘化3年（1846年）7月26日に和歌山城の天守曲輪が落雷で焼失すると、翌27日まで混乱する城下町の警衛の任に当たった。弘化5年（1848年）5月1日、藩主・徳川斉彊に初めて拝謁し、同年5月27日には斉彊を烏帽子親として和歌山城で元服の儀が行われた。
嘉永5年（1852年）9月には江戸に出府し、同年10月15日に江戸城で第12代将軍・徳川家慶と将軍世子・徳川家定に拝謁。同年12月16日に長門守に叙任した後、12月26日に江戸を発ち、翌嘉永6年（1853年）1月22日に和歌山に帰国。同年5月には備中足守藩主・木下利恭の妹（先代藩主・木下利愛の娘）と婚姻。嘉永7年（1854年）に異国船が測量のため和歌山近海に出没すると、雑賀崎など沿岸部の警衛を務めた。文久2年（1862年）12月に江戸に出府し、翌文久3年（1863年）2月16日に江戸城で紀州帰国の命を拝する。同年3月1日に江戸を出発するが、帰国途中に京都で7日間滞在。京都滞在中は中川宮に拝謁したり、近衛家や鷹司家を訪問したりした後、藩主・徳川茂承に従って参内している。同年3月25日に和歌山に帰国。
明治元年（1868年）に律令制の廃止とともに長門守などの国司も廃止されたため、以後は権五郎（ごんごろう）を名乗る。明治2年（1869年）10月16日に和歌山藩権大参事に任官したが、翌明治3年（1870年）8月に病を理由に辞任した。明治7年（1874年）10月に権五郎は旧和歌山藩士の中心となって藩祖・徳川頼宣を祀る神社の創建運動を始め、同年11月に南龍神社の創建が許可されると、明治9年（1876年）1月15日には南龍神社の社司となった。
明治10年（1877年）には第四十三国立銀行（現在の紀陽銀行）設立の発起人となり、翌明治11年（1878年）に開業。初代頭取は養子の三七が務めた。明治17年（1884年）11月28日、教部省の権中講義に任官。明治30年（1897年）には旧藩士によって設立された徳義社の議長となる。明治33年（1900年）5月9日に特旨を以て華族に列し、男爵に叙される。
明治36年（1903年）11月17日、死去。家督は離籍した三七の長男・英太郎が相続した。

## 栄典
- 1900年（明治33年）5月9日 - 男爵[5]

## 系譜
- 父：三浦為章
- 母：岡田上芳（四郎五郎）の娘
- 正室：はる（木下利愛の六女）
- 養女
  - 為（角倉玄祐の娘、三浦次郎妻のち三浦三七妻）
- 養子
  - 三浦次郎（吉田三郎の義兄、離縁）
  - 三浦三七（中川審六郎の弟、離縁）
- 孫
  - 三浦包太郎（三浦次郎の長男）
  - 三浦英太郎（三浦三七の長男）
  - 三浦正次郎（三浦三七の次男）